# Jan Jiskra z Brandýsa
Jan Jiskra z Brandýsa (slov. Ján Jiskra z Brandýsa, německy Johann Giskra von Brandeis, maď. Giskra János; asi 1400 – asi 1469) byl zprvu český a později uherský válečník a diplomat. Působil převážně na Slovensku, kde s přestávkami strávil 22 let.

## Život
Pocházel z moravské větve pánů z Brandýsa. Patrně byl synem vladyky Alšíka z Brandýsa. Jako jeho rodiště jsou uváděny tyto obce: Fulnek, Všechovice nebo Děrné. Jestli je tento rod nějak spojen s rodem pánů z Brandýsa, jež na přelomu 13. a 14. století sídlil na hradě v Brandýse nad Orlicí potvrdit nemůžeme. Tento fakt je nepravděpodobný. 
V mládí se učil bojovému umění jednak v Itálii (dle některých pramenů se účastnil několika námořních bitev na straně Benátčanů), jednak v českých zemích, kde si osvojil husitskou taktiku. Začátkem 30. let patřil k leníkům olomouckého biskupa. V roce 1434 pomáhal bránit Plzeň proti vojskům radikálních husitů, přičemž napadal obléhatele z hradu Radyně. Později sloužil i na hradě Karlštejn. Po bitvě u Lipan spolu s dalšími žoldnéři z řad husitů bojoval ve službách Zikmunda Lucemburského s Turky (ponejvíce v okolí Bělehradu).
V roce 1440 vstoupil Jiskra do služeb královny Alžběty, dcery Zikmunda Lucemburského a vdovy po králi Albrechtu Habsburském, aby hájil nároky jejího syna Ladislava Pohrobka na uherský trůn. Ladislav se narodil až po smrti otce v únoru 1440 a matka ho již v květnu nechala korunovat uherským králem. Uherská šlechta si však zvolila za vládce polského krále Vladislava III. (po smrti zvaného Varnenčík) jako Vladislava I. Královna vdova s malým Ladislavem musela z Uherska uprchnout. Ochranou zájmů neplnoletého krále pověřila Jana Jiskru z Brandýsa, kterého jmenovala správcem svých věnných majetků v Horních Uhrách (dnešním Slovensku): Košic, Prešova a Bardejova, banských měst středního Slovenska a hradů Zvolen, Spiš, Lupča a Šášov.
S asi pětitisícovým žoldnéřským vojskem, většinou tvořeným bývalými husitskými bojovníky, obsadil Jiskra v krátké době Prešov, Bardejov, Kežmarok, Levoču, Kremnicu a Banskou Štiavnicu, a tak přeťal spojení mezi Polskem a Uherskem. Spolu s Janem Talafúsem z Ostrova porazili u Košic v roce 1440 velitele polských jednotek v Uhrách Jana Čapka ze Sán. V Kremnici nechal Jiskra razit jménem Ladislava Pohrobka kvalitní dukáty, čímž si zabezpečil finanční prostředky pro udržování nastalé situace. Jeho hlavními sídly byly zvolenský hrad a Košice. Uherský král (či protikrál) Vladislav I. neměl žádnou možnost, jak Jana Jiskru z jeho panství vyhnat, neboť většina jeho sil byla vázána bojem s Turky. Z tohoto důvodu s ním uzavřel příměří, které bylo několikrát prodlouženo.
Po smrti krále Vladislava I. (či jeho zmizení) v bitvě u Varny v roce 1444 se stal Jan Jiskra jedním ze sedmi kapitánů spravujících Uhersko. Za podíl na uzavření polsko-uherského příměří byl v roce 1445 zvolen vrchním kapitánem Horních Uher. Po zvolení Jánose Hunyadiho místodržitelem Uherska v roce 1446 došlo mezi oběma muži k sérii vojenských střetnutí, přerušované krátkými příměřími. Roku 1449 porazil Jiskra v tzv. bitvě u Somoše dvě míle severně od Košic Hunyadiho vojsko. Proto byl v lednu 1450 svolán do Budína sněm, na kterém uzavřely obě strany 31. března 1450 mír. Tato dohoda však dlouho nevydržela a 7. září 1451 uštědřil Hunyadymu drtivou porážku v bitvě u Lučence. S výjimkou Egeru ovládl prakticky celé Horní Uhry. Hunyadi však poté obnovil své tažení proti němu a donutil ho složit přísahu věrnosti koruně.
Po nástupu Ladislava Pohrobka na uherský trůn zbavil uherský sněm Jana Jiskru jeho dosavadního postavení: dekretem rušícím dary královny Alžběty přišel Jiskra o své výsady i majetek v Uhrách. Košice, Levoča a Bardejov přešly do rukou Ulricha Celjského. Jiskra opustil Uhry a uchýlil se k císaři Fridrichovi III. Většina jeho vojsk se přidala k bratříkům, jejichž velitel Petr Aksamit byl v dřívějších bojích za obhajobu královských práv Ladislava Jiskrovým spojencem .
Na podzim roku 1453 přijel Jiskra s královským průvodem do Prahy a 28. 10. se zúčastnil korunovace Ladislava Pohrobka za českého krále. Ladislav zapsal Jiskrovi Uherský Ostroh - asi náhradou za stažení z Uher. V roce 1454 byl povolán Ladislavem Pohrobkem opět do královských služeb, aby pomohl zlikvidovat oddíly bratříků, kteří loupili v Horních Uhrách. Ladislav vrátil do jeho správy banská města, Šariš a Spiš, ale Jiskra vojensky nebyl příliš úspěšný. V roce 1457 pak Jiskra pomáhal při zatčení Ladislava Hunyadiho a při potlačování povstání, které po Hunyadiho popravě v Uhrách vypuklo.
Když se po smrti Ladislava Pohrobka v roce 1458 stal uherským králem Matyáš Korvín, Jiskra se proti němu postavil. Pak odešel do Polska, kde pomáhal uzavřít mír mezi polským králem Kazimírem IV. a Řádem německých rytířů. Podporoval Kazimíra jako uchazeče o uherský trůn, jeho pomoc však panovník nepřijal. V roce 1460 se Jiskra spojil proti Matyášovi se zbytky bratříků, které Matyáš porazil bitvě u Blatného Potoka (Sárospataku) v roce 1458. O smír mezi Matyášem a Jiskrou usiloval i Jiří z Poděbrad, který se snažil Jiskrovi vyjednat vstup do Matyášových služeb, smír však byl jen dočasný. V roce 1461 se Jiskra přidal na stranu Fridricha III., který se také ucházel o uherský trůn, a války v Horních Uhrách pokračovaly. V dubnu 1462, po uzavření dohody mezi Korvínem a císařem Fridrichem III., Jiskra kapituloval. Za vydání všech hradů a složení holdu Matyášovi byl přijat mezi stavy uherské koruny, Matyáš mu kromě finanční náhrady za jeho hrady daroval hrad Solymos v Aradské župě a hrad Lippa v Temešvárské župě.
V roce 1467 vedl ve jménu Matyáše Korvína jednání o míru s tureckým sultánem Mehmedem II. a byl velitelem královské armády při tažení proti tureckému spojenci moldavskému vojvodovi Štěpánu Velikému. Datum, místo i příčina jeho smrti nejsou známy. Naposledy je jako živý zmiňován v majetkové listině z 22. října 1468, královská listina z 6. února 1471 již o něm mluví jako o zemřelém.

## Osobnost a rodina
Jan Jiskra je asi nejznámějším českým kondotiérem. Jako úspěšný vojevůdce měl porozumění i pro potřeby svých vojáků. Je sporné, zda byl katolíkem, či zda přijímal z kalicha. Přátelské vztahy udržoval např. s protihusitsky orientovaným českým šlechticem Oldřichem z Rožmberka. Aeneas Silvius Piccolomini, pozdější papež Pius II., jej zařadil do svých životopisů proslulých mužů oné doby (De viris illustribus).
Jiskra se oženil s neteří uherského palatina Michaela Országa. Jeho rodina zůstala v Uhrách a jeho potomci jsou naposledy zmiňováni v 17. století.

## Památka
V roce 1917 byl nově vzniklý první jezdecký pluk československých legií na Rusi nazván jménem Jana Jiskry z Brandýsa.